# Largo Winch : Le Prix de l'argent
Pour les articles homonymes, voir Largo Winch et Winch (homonymie).
Série
Largo Winch 2
(2011)
Pour plus de détails, voir Fiche technique et Distribution.
Largo Winch : Le Prix de l'argent est un film franco-belge réalisé par Olivier Masset-Depasse et sorti en 2024.
Le film est la suite de Largo Winch 2 sorti en 2011, adapté de la bande dessinée du même nom de Jean Van Hamme et Philippe Francq.

## Synopsis
Déjà très marqué par l'enlèvement de son fils âgé de 15 ans, Largo Winch assiste au suicide en direct d'un associé en affaires qui gérait la branche Wing Power du Groupe W au Québec. Tout va alors se retourner contre l'héritier de Nerio Winch. Il va peu à peu découvrir que les évènements sont peut-être liés. Largo va tout faire pour retrouver son fils, aux quatre coins du monde.

## Fiche technique
Sauf indication contraire, les informations mentionnées dans cette section peuvent être confirmées par les bases de données cinématographiques IMDb et Allociné,  présentes dans la section « Liens externes ».

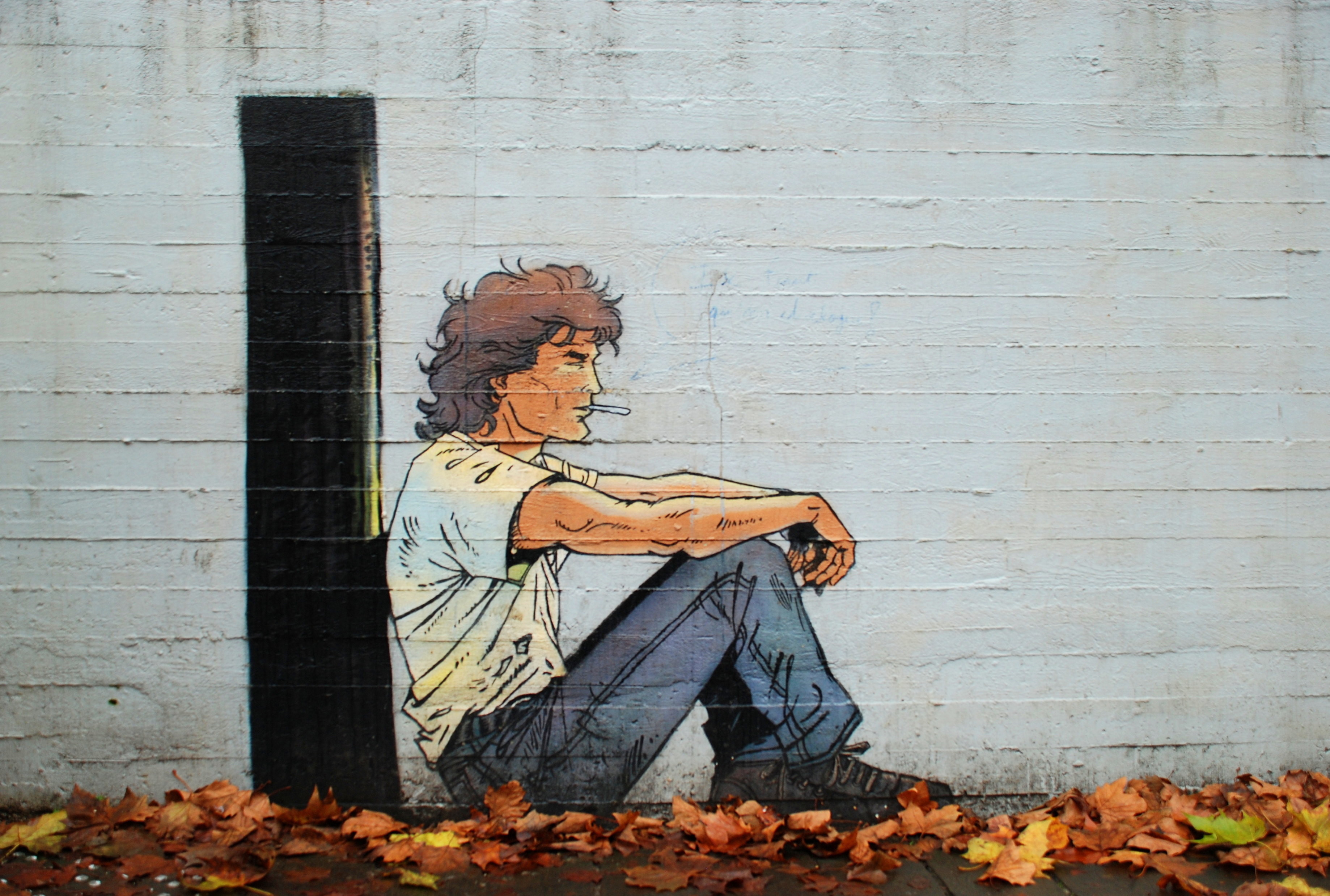
Peinture murale représentant Largo Winch, le héros créé par Jean Van Hamme et Philippe Francq.

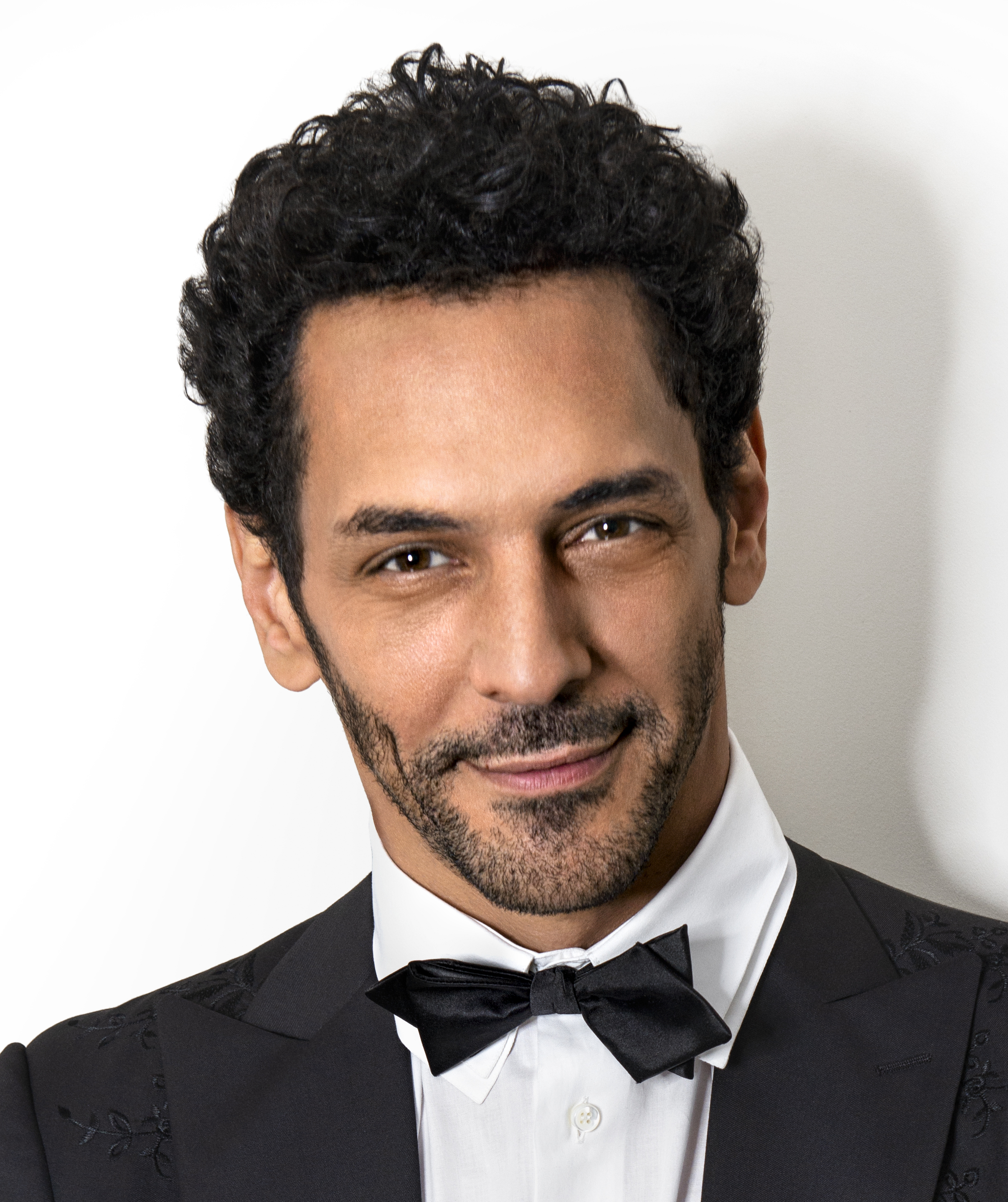
Tomer Sisley.

- Titre original : Largo Winch : Le Prix de l'argent
- Titre international anglophone : The Price of Money: A Largo Winch Adventure
- Réalisation : Olivier Masset-Depasse[2],[3],[4],[5],[6]
- Scénario : Domenico la Porta, Olivier Masset-Depasse, Giordano Gederlini et Jean Van Hamme, d'après la bande dessinée Largo Winch de Jean Van Hamme et Philippe Francq[2],[7]
- Musique : Frédéric Vercheval
- Costumes : Laetitia Bouix
- Photographie : Stéphane Vallée
- Montage : Damien Keyeux
- Production : Nathalie Gastaldo, Jacques-Henri Bronckart (en)[2]
- Sociétés de production :
  - France : Pan Cinéma, en coproduction avec TF1 Films Production, en partenariat avec Canal+, Ciné+[3],[4] et en association avec 6 SOFICA
  - Belgique : Versus Production, en coproduction avec la RTBF, avec la participation de Wallimages, la Fédération Wallonie-Bruxelles, Screen Brussels, BeTV et Proximus[3]
- Sociétés de distribution : Pan Distribution (France), O'Brother (Belgique)[3],[8], Frenetic Films (Suisse), Les Films 26 (Côte d'Ivoire et Sénégal)
- Budget : 17 millions d'euros
- Pays de production :  France /  Belgique
- Langues originales : français, anglais, birman
- Format : couleur — 2,39:1 — son 5.1[9]
- Genre : action, thriller, aventure[4], drame
- Durée : 100 minutes
- Dates de sortie :
  - France : 18 juin 2024 (avant-première au Grand Rex à Paris)[10] ; 31 juillet 2024 (sortie nationale)
  - Belgique : 19 juin 2024 (avant-première à Bruxelles)[11] ; 7 août 2024 (sortie nationale)
  - Suisse romande : 31 juillet 2024
  - Côte d'Ivoire et Sénégal : 2 août 2024[réf. nécessaire]

## Distribution
Sauf indication contraire, les informations mentionnées dans cette section peuvent être confirmées par les bases de données cinématographiques IMDb et Allociné,  présentes dans la section « Liens externes ».
- Tomer Sisley (VF : lui-même) : Largo Winch
  - David Sentkar : Largo jeune
- James Franco (VF : Anatole de Bodinat) : Ezio Burntwood
  - Igor Van Dessel : Ezio jeune
- Clotilde Hesme (VF : elle-même) : Chloé Riva
- Élise Tilloloy : Bonnie
- Denis O'Hare (VFB : Franck Dacquin) : Dwight Cochrane
- Narayan David Hecter : Noom, le fils de Largo et Malunaï
- Koen De Bouw (VFB : Philippe Résimont) : Rudy Gessner
- François-Éric Gendron : Nerio Winch
- Denis Marchand : Denis Tarrant
- Sonia Vachon : Hélène Tarrant
- Supachai « Flint » Girdsuwan : le chef Arun, père de Malunaï
- Mark Irons : Julius Duncan
- Jonathon Sawdon : Olson
- Mamee Napakpapha Nakprasitte : Malunaï (caméo photographique)

## Production

### Genèse et développement
Le scénario de ce troisième film est basé sur le diptyque formé par les tomes 13 et 14 de la bande dessinée : Le Prix de l'argent (2004) et La Loi du dollar (2005),,,.
La réalisation est confiée au cinéaste belge Olivier Masset-Depasse, qui succède à Jérôme Salle, réalisateur des deux premiers opus,,. Selon L'Avenir, il s'agira pour lui d'un « virage à 360 degrés » (sic) car il s'était surtout fait remarquer, jusqu'alors, par des films d'auteur à fort ancrage social, à l'instar d'Illégal (2010) : « En bon petit Belge, j'ai grandi avec la bande dessinée. Jean Van Hamme, le créateur de Largo Winch, a toujours été une vraie inspiration pour moi. Quand mon producteur m'a proposé de réaliser le troisième volet de ses aventures, je n'ai pas hésité une seconde. Je pouvais combiner action, suspense et divertissement en un seul film ! C'est un vrai challenge de mener à bien ces scènes d'action en leur offrant une dimension supplémentaire pour qu'elles soient organiques, qu'elles enrichissent nos protagonistes. Et puis je voulais tourner dans des décors spectaculaires, du grand nord canadien à la jungle thaïlandaise. Avec mes co-scénaristes, nous avons imaginé un duo détonnant, formé par Largo et Bonnie, une jeune femme sérieusement badass. Et puis mettre en scène le duel entre Tomer Sisley et James Franco s'annonce particulièrement excitant. »
Le film est produit par le producteur belge Jacques-Henri Bronckart pour Versus Production : « Ça fait 20 ans que je travaille avec Olivier, et je savais qu'il serait ravi de pouvoir réaliser un vrai film d'action qui puisse en même temps épouser son style et ses obsessions. On voudrait offrir une autre facette de Largo Winch, plus sensible, plus sombre aussi, tout en conservant son énergie et sa passion. »

### Attribution des rôles
En décembre 2022, Tomer Sisley laisse entendre au journal Le Figaro qu'il incarnera le milliardaire pour la troisième fois : « J'ai repris l'entraînement. On met un petit coup d'accélérateur sur le physique puisqu'il y a encore deux trois cascades qu'il va falloir faire. » Interrogé le 30 novembre 2022 à Paris par Jennifer Radier du site Allociné dans le cadre de la promotion de la série TV Vortex, il précise : « J'ai mon réalisateur qui est rentré de Thaïlande où il a fait quelques repérages et, là en ce moment, il est en Bulgarie. C'est imminent. Moi je commence le 1er février. »
Outre Tomer Sisley et Clotilde Hesme, l'acteur américain James Franco rejoint également le film dans le rôle d'un des ennemis de Largo Winch. Un temps annoncé, Omar Sy ne fait finalement pas partie de la distribution.

### Tournage
Après de multiples reports dus à la pandémie de Covid-19, le tournage commence le 6 février 2023 en Bulgarie sous la neige,,. Il se poursuit ensuite jusqu'au 29 juin 2023 en Thaïlande puis en Belgique,,,,.

#### Post-production
Le montage s'est poursuivi début 2024. Plusieurs archives ont été utilisées, dont un film en Super 8 du réalisateur et producteur français Colas Ricard : « Et brûle le cinéma ». Ces quelques secondes de pellicule Super 8 brûlant sont placées en surimpression lors du flash-back révélateur de la mort du père de l'antagoniste.

## Accueil
Au cours de l'émission radiophonique Le Masque et la Plume diffusée sur France Inter le 11 août 2024, le film reçoit une critique négative presque unanime ; seule Murielle Joude, critique pour le journal Le Monde, reconnait avoir eu « une certaine tendresse » pour le film, bien qu'elle le qualifie de « nanar ».